# 茎丝藻纲
茎丝藻纲（学名：Stylonematophyceae）为红藻门的一个纲。

## 下级分类
本纲包括以下目：
- Rufusiales
- 茎丝藻目 Stylonematales